# Pirocton-Olamin
Pirocton-Olamin (INN) ist das Ethanolamin-Salz eines Derivats von 2-Pyridon. Es ist eine fungizid und antibakteriell wirksame Substanz aus der Klasse der Pyridone.

## Verwendung

### Fungizide Wirkung
Pirocton-Olamin ist aufgrund seiner fungiziden Wirkung ein Zusatzstoff in mehreren Antischuppen-Shampoos. Es besitzt gegen alle medizinisch relevanten Dermatophyten, Hefen und Schimmelpilze eine fungizide Aktivität. Der Wirkstoff kann die Zellwand von Hefepilzen wie Malassezia furfur durchdringen und komplexiert Eisen(III)-Ionen. Dies hat eine Hemmung des Energiestoffwechsels in den Mitochondrien der Pilze zur Folge.
Ein für die Kosmetikindustrie ebenfalls wichtiger Vorteil ist, dass sich der Wirkstoff auch in Tensiden – einem typischen Inhaltsstoff von Shampoos – löst.
Pirocton-Olamin wurde erstmals großtechnisch von der Hoechst AG hergestellt. Unter dem Markennamen Octopirox® wurde es erstmals im Juli 1979 in dem von Schwarzkopf & Henkel Düsseldorf (bis 1995: Hoechst) hergestellten Haarwasser Seborin® verwendet. Mittlerweile ist die Verbindung in mehreren kosmetischen Produkten zur Behandlung von Kopfschuppen (Pityriasis simplex capillitii) enthalten, auch in Shampoos für Hunde und Katzen.

### Bakterizide Wirkung
Pirocton-Olamin zeigt neben der fungiziden auch eine bakterizide Wirkung gegen grampositive und gramnegative Bakterien.

### Weitere biologische Wirkung
Zudem ist Pirocton-Olamin ein Inhibitor des Wnt-Signalwegs.